# Доня Петричка
45°44′ пн. ш. 16°47′ сх. д. / 45.73° пн. ш. 16.79° сх. д.
Доня Петричка (хорв. Donja Petrička) — населений пункт у Хорватії, у Б'єловарсько-Білогорській жупанії у складі громади Іванська.

## Населення
Населення за даними перепису 2011 року становило 156 осіб.
Динаміка чисельності населення поселення: